# Трогон сіроволий
Трогон сіроволий (Harpactes whiteheadi) — вид трогоноподібних птахів родини трогонових (Trogonidae). Ендемік Борнео.

## Таксономія та етимологія
Англійський орнітотолог Річард Боудлер Шарп описав новий вид трогонів в 1888 році за голотипом, що був спійманий на горі Кінабалу (нині малайзійський штат Сабах. Він отримав наукову назву Harpactes whiteheadi та був зарахований до роду Азійський трогон (Harpactes). Підвидів не виділяють. Молекулярні дослідження показують, що найближчим видом до сіроволого трогона є філіппінський трогон.
Наукова назва роду Harpactes походить від дав.-гр. ἁρπακτης — розбійник. Вид отримав назву whiteheadi на честь Джона Вайтгеда, британського дослідника, під час експедиція якого був спійманий голотип птаха.

## Опис
Довжина птаха становить від 29 до 33 см: це один з найбільших трогонів Борнео. Як і більшість представників ряду, сіроволий трогон має яскраве забарвлення. Виду притаманний статевий диморфізм. Голова самця малинового кольору, верхня частина тіла коричнева. Чорне горло переходить в сірі груди, нижня частина грудей і живіт малинові. Крила здебільшого чорні. Хвіст знизу білий, два верхніх стернових пера коричневі, решта хвоста чорна. Самиця має тьмяніше забарвлення: там де в самця забарвлення малинове, в самиці воно кольору охри. І у самців, і у самиць дзьоб і гола шкіра навколо очей блакитні, ноги рожевувато-коричневі, райдужки червонувато-коричневі.

## Поширення
Сіроволий трогон є ендеміком острова Борнео. Живе в гірських тропічних лісах на висоті від 900 до 2000 м над рівнем моря.

## Поведінка
Сіроволий трогон веде прихований спосіб життя, мешкаючи на верхньому ярусі тропічного лісу. Він утворює змішані зграї з жовтодзьобими й сіроголовими чагарницями, чорногорлими рогодзьобами й чорнощокими шикачиками.

### Раціон
Сіроволий трогон харчується комахами, яких він ловить в польоті або шукає серед листя. Здебільшого це великі комахи, такі як коники, сарана, паличники й листотіли, однак може ловити й невеликих комах розміром з мураху. Він доповною свій раціон фруктами та насінням.

### Розмноження
Про репродуктивну поведінку сіроволих трогонів відомо небагато. Імовірно, сезон розмноження триває в березні-серпні.

## Збереження
Це рідкісний птах, стан збереження якого, на думку МСОП, близький до загрозливого. Чисельність невідома, але вважається, що вона скорочується.